# Fritz Stude
Fritz Stude (* 29. Oktober 1914 in Zerbst; † 15. Juni 2006 in Berlin) war ein deutscher Diplomat. Er war Generalkonsul der DDR in Leningrad.

## Leben
Stude, Sohn eines Schneiders, legte in Köthen das Abitur ab und erlernte den Beruf des Bankkaufmanns. Zum Kriegsdienst eingezogen, geriet er 1943 als Leutnant der Wehrmacht in sowjetische Kriegsgefangenschaft. Dort besuchte er die Antifaschule in Krasnogorsk.
1950 trat Stude in den diplomatischen Dienst der DDR ein. Er war zunächst bis 1953 Botschaftsrat (Dritter Sekretär) an der Diplomatischen Mission der DDR in Prag. 1954/55 wirkte er als Leiter der Abteilung Benachbarte Länder (Volksdemokratien) im Ministerium für Auswärtige Angelegenheiten der DDR (MfAA). Von 1956 bis 1958 war er stellvertretender Leiter der DDR-Handelsvertretung in Kairo, danach von 1959 bis 1962 Leiter der Ersten Außereuropäischen Abteilung (Ferner Osten) im MfAA. 1962/63 war er Geschäftsträger (Legationsrat), 1963/64 Leiter der DDR-Handelsvertretung in Algier. Anschließend leitete er bis 1966 die Erste Europäische Abteilung (Sowjetunion) im MfAA. Von 1966 bis 1973 wirkte er als erster Generalkonsul der DDR in Leningrad. Ab Juni 1973 war Stude Direktor des Hauses der Deutsch-Sowjetischen Freundschaft in Berlin. 
Stude war Mitglied der SED und des Zentralvorstandes der Gesellschaft für Deutsch-Sowjetische Freundschaft.

## Auszeichnungen
- Vaterländischer Verdienstorden in Bronze (1974), in Silber (1979) und in Gold (1989)
- Orden der Völkerfreundschaft der UdSSR (1973)